# قائمة سراييفو
كانت قاءمة سراييفو (باللغة السويدية: Sarajevolistan) مشروع سياسي في السويد الذي صدر عام 1995 قبل أنتخابات البرلمان الأوروبي. قاءمة سراييفو حث الدول الغربية للتدخل لصالح مسلمي البوسنة في الحرب الاهلية.
العديد من الشخصيات المعروفه في الحياه العامه السويديه بين المرشحين. في الانتخابات بقاءمه أصبح 26،875 صوتا (1 ٪) ، لكنه فشل في الفوز باي مقعد.